# Paul Lewis
Paul Lewis (Liverpool, 20 maggio 1972) è un pianista inglese.
Viene considerato uno dei più brillanti giovani pianisti emergenti; particolarmente apprezzate sono le sue esecuzioni di Beethoven, di cui ha inciso l'integrale delle sonate, e dei lavori pianistici di Franz Schubert.
Non annovera musicisti nel suo contesto familiare, eppure sin dalla più tenera età si appassiona alla musica, studiando in principio il violoncello, unico strumento di cui la scuola da lui frequentata poteva offrire lezioni. In seguito si dedicherà al pianoforte, studiando con Ryszard Bakst alla Chetam's School of Music di Manchester dove sarà ammesso all'età di quattordici anni. Completerà i suoi studi alla Guildhall School of Music and Drama con Joan Havill, e si perfezionerà divenendo allievo del celebre Alfred Brendel.
Durante la sua ancor breve carriera, Lewis ha solcato i palcoscenici di alcune delle maggiori sale da concerto d'Europa e d'oltreoceano, sebbene il suo nome resti particolarmente legato alla Wigmore Hall di Londra dove ha frequentemente tenuto alcune delle sue più note esibizioni. Buona parte della sua notorietà non solo in patria, gli è data dalla partecipazione ai popolari BBC Proms in cui si è distinto per esser stato il primo pianista nella storia della manifestazione ad eseguire l'integrale dei concerti per pianoforte e orchestra di Beethoven in un'unica stagione concertistica. Sempre dello stesso autore ha inciso per Harmonia Mundi l'integrale delle trentadue sonate per pianoforte dichiarata da Gramophone come migliore registrazione dell'anno; parallelamente ha compiuto anche un tour fra Stati Uniti ed Europa a cavallo fra le stagioni 2005-2007 e si è aggiudicato nel 2006 il prestigioso Premio Internazionale Accademia Musicale Chigiana dedicato ai giovani ma già affermati musicisti.
Come interprete si è accompagnato a molte celebri orchestre, quali i Berliner Philharmoniker, la Los Angeles Philharmonic Orchestra, i Wiener Symphoniker, la Mahler Chamber Orchestra, ed è stato affiancato da direttori del calibro di Sir Colin Davis, Bernard Haitink e Daniel Harding.